# Nu au divan
Nu au divan est un tableau réalisé par le peintre français Albert Marquet en 1914. Cette huile sur toile est le portrait d'une femme nue assise les bras levés derrière la tête sur un divan. Elle est conservée au musée national d'Art moderne, à Paris.